# Акъюлово
Акъю́лово, Акъю́л(баш. Аҡъюл) — деревня в Хайбуллинском районе Башкортостана, входит в Акъюловский сельсовет.

## Географическое положение
Расстояние до:
- районного центра (Акъяр): 71 км,
- центра сельсовета (Галиахметово): 10 км,
- ближайшей ж/д станции (Сара): 127 км.

Находится в низовьях реки Зилаир.

## История
Название восходит от личного имени Аҡъюл.

## Население
| 2002 | 2010 |
| ---- | ---- |
| 122  | ↘84  |

Национальный состав
Согласно переписи 2002 года, преобладающая национальность — башкиры (100 %).

## Религия
В деревне есть мечеть.